# غيل دي. زيمرمان
غيل دي. زيمرمان هو سياسي أمريكي، ولد في 9 فبراير 1933 في دودج سيتي في الولايات المتحدة. نشط حزبياً في الحزب الجمهوري. وقد انتخب عضو مجلس نواب وايومنغ ‏.